# Daniela Nane
Daniela Nane, née en 1971 est une actrice, célébrité et mannequin roumaine.

## Biographie
Elle est née à Iași en Roumanie.
Elle étudie la chimie et la littérature anglaise. 
À 18 ans elle déménage à Bucarest et étudie l'art dramatique.
En 1991 elle devient miss Roumanie.

## Filmographie
- Femeia în roșu (1997)
- Orient Express (2004) - Carmen Ionescu
- BloodRayne (2005) - la mère de Rayne
- „15” (2005) - Nina
- Happy End (2006) - mama Danei
- Dincolo de America (2008) - Milena Savian